# دوردي فويادينوفيتش
دوردي فويادينوفيتش بالصربية : Ђорђе Вујадиновић (29 نوفمبر 1909 – 5 أكتوبر 1990) لاعب ومدرب كرة قدم صربي راحل .

## المسيرة الرياضية
ولد فويادينوفيتش في كولاري أحد ضواحي مدينة سميديريفو ثم انتقل إلى العاصمة اليوغوسلافية بلغراد للعيش مع عمه . كان يلعب كرة القدم على الملاعب الرملية في منتزه كاليميغدان في وسط العاصمة ثم أخذه أحد الكشافين من أجل إخضاعه لفترة تجربة في نادي بي إس كيه بلغراد واستطاع إثارة الإعجاب وتم ضمه في فريق الناشئين ولعب بجانب العديد من اللاعبين الكبار أمثال تيرنانيتش ، فالياريفيتش، كرتشيفيناتش، وزلوكوفيتش . من خلال مشاركته في خط الهجوم قاد النادي إلى تحقيق العديد من بطولات الدوري في فترة الثلاثينات . على الرغم من أن في نهاية العشرينات كانت كرة القدم اليوغوسلافية تكتسب شعبية كبيرة وقد دخلت عصر الاحتراف وبدأ اللاعبون يستلمون رواتب نظير لعبهم إلا أنه رفض استلام أي مبلغ معللا ذلك بأنه راتبه من العمل في المصرف يغنيه وأنه يستمتع باللعب . بحلول سنة 1940 لعب حوالي 400 مباراة مساهما في تتويج النادي ببطولة الدوري 5 مرات وحاصدا لقب الهداف مرتان.

## المنتخب الوطني
قبل الحرب العالمية الثانية كان فويادينوفيتش لاعبا أساسيا في صفوف منتخب يوغوسلافيا من 1929 إلى 1940 حيث لعب 44 مباراة وكان من الممكن لعبه في مباريات أكثر ولكن التزامه بوظيفته في المصرف حالت دون زيادة العدد . سجل 18 هدف دولي  وساهم في تأهل منتخب بلاده إلى الدور النصف النهائي من بطولة كأس العالم لكرة القدم 1930 التي أقيمت في الأوروغواي .

## المسيرة التدريبية
بعد فك أسره بنهاية الحرب العالمية الثانية قرر انهاء مسيرته الرياضية كلاعب والاتجاه نحو العمل مع الجيل الجديد من اللاعبين الصغار في السن حيث بدأ في تدريب ناشئي نادي بارتيزان ثم نادي أو إف كيه بلغراد كما درب الفريق الأول في موسم 1960-1961  كما درب منتخب يوغوسلافيا للشباب تحت 21 سنة .

## البطولات
- بي إس كيه بلغراد
  - دوري الدرجة الأولى (5) : 1930-1931 ، 1932-1933 ، 1934-1935 ، 1935-1936 ، 1938-1939
  - هداف دوري الدرجة الأولى (2) : 1929 (10 أهداف في 8 مباريات) ، 1930-1931 (12 هدف في 10 مباريات)
- منتخب يوغوسلافيا
  - الدور النصف النهائي من بطولة كأس العالم لكرة القدم (1) : 1930

## وصلات خارجية
- دوردي فويادينوفيتش على موقع الاتحاد الدولي (مؤرشف)  (الإنجليزية)
- دوردي فويادينوفيتش على موقع قاعدة بيانات كرة القدم.إي يو (الإنجليزية)
- دوردي فويادينوفيتش على موقع ناشيونال فوتبول تيمز (الإنجليزية)
- دوردي فويادينوفيتش على موقع عالم كرة القدم.نت (الإنجليزية)

- سيرة ذاتية في موقع الاتحاد الصربي لكرة القدم
- سيرة ذاتية مع منتخب يوغوسلافيا